# اسکای‌لینک اکسپرس
اسکای‌لینک اکسپرس (به انگلیسی: SkyLink Express) یک شرکت هواپیمایی است که در تاریخ ۱۹۹۴ میلادی تأسیس شده است. دفتر مرکزی اسکای‌لینک اکسپرس در تورنتو، انتاریو، کانادا واقع شده‌است و به ۳۰ مقصد، پرواز مستقیم انجام می‌دهد.